# 론스타 (미국의 밴드)
론스타(Lonestar)은 미국의 컨트리 음악 그룹이다.